# Laurens (miasto)
Laurens – miasto w Stanach Zjednoczonych, w stanie Nowy Jork, w hrabstwie Otsego.